# Carl Blegen
Carl William Blegen (Minesota, 27 de enero de 1887-Atenas, 24 de agosto de 1971) fue un arqueólogo estadounidense famoso por su trabajo en Pilos y en Troya.
Blegen fue profesor de Arqueología Clásica en la Universidad de Cincinnati (Ohio) de 1927 a 1957. Dirigió las excavaciones de la universidad en la colina de Hisarlik, lugar del asentamiento de Troya, de 1932 a 1938.

## Biografía, estudios y excavaciones
Carl Blegen se licenció por la Universidad de Minnesota en 1904 y comenzó sus estudios superiores en la Universidad de Yale en 1907. En Grecia fue alumno en la American School of Classical Studies at Athens de 1911 a 1913, tiempo en el que trabajó a la vez en las excavaciones de Lócrida Ozolia, Corinto y Korakou.
Durante la Primera Guerra Mundial, Blegen hizo trabajos de ayuda en Bulgaria y Macedonia, recibiendo la medalla de la Saviors Order de Grecia en 1919. Después de la guerra completó su formación en Yale, en 1920. Fue asistente del director de la American School (1920-26) mientras trabajaba en las excavaciones de Zyguriés, Fliunte, Prosimna, e Himeto. 
En 1924 se casó con Elisabeth Denny Pierce en Lake Placid, Nueva York. 
En 1927 Blegen se unió a la facultad de la Universidad de Cincinnati. 
Sus excavaciones en Troya se llevaron a cabo entre 1932 y 1938; una de las conclusiones que sacó de sus excavaciones fue que el estrato de Troya que correspondía a la ciudad destruida por los aqueos y cantada por Homero era Troya VII-A. Dató la destrucción de Troya en torno del 1240 a. C. También sacó la conclusión de que Troya había estado deshabitada desde su destrucción hasta aproximadamente el año 700 a. C., fecha en torno a la que habría sido colonizada por los griegos. Estas conclusiones a menudo han sido cuestionadas por arqueólogos e investigadores posteriores, pero cuentan también con numerosos defensores. 
Estas excavaciones fueron seguidas por las que emprendió en el palacio de Néstor en Pilos en 1939 (esta excavación se reanudó de 1952 a 1969).
Blegen se retiró en 1957.

## Reconocimientos
Recibió reconocimientos honoríficos de la Universidad de Oslo y de la de Salónica en 1951, de Oxford en 1957 y de la Universidad de Cincinnati en 1958. Otros reconocimientos de honor le llegaron en 1963 de Cambridge, de la Universidad de Atenas, de la Hebrew Union College, y del Jewish Institute of Religion de Jerusalén. En 1965 el Archaeological Institute of America le premió con la medalla de oro al éxito arqueológico. También tuvo una sala con su nombre en el campus de la Universidad de Twin City, en Minnesota. Actualmente los alumnos asisten en ella a cursos de Economía, Política y Ciencias sociales.